# 白石大志
白石 大志（しらいし たいし、1991年1月20日 - ）は、日本のお笑い芸人、漫才師、司会者、審査員、構成作家、講演会の講師である。
本名同じ。血液型はAB型、身長178cm。

## 略歴
東京NSC18期生。吉本興業で2016年まで3年半活動後、経験を積める場所を求め浅草の漫才協会に活動場所を移す
当時の相方は堀江俊介。堀江の人間性をニコジョッキーの企画で先輩芸人のオキシジェンにネタにされる。
解散を機に2019年からオスカープロモーションのお笑い部で活動を開始するが、半年後オスカープロお笑い部解散という衝撃的な出来事をきっかけに個人で活動開始。
同年5月18日のラストライブ『元オスカーお笑いライブ最終回～みんなフリーになっちゃいました～』を最後にフリーとなる。
2009年高校卒業後愛知県の住友ゴム工業に技能者として入社
3年間勤務後退社し、お笑いの道に進むために上京する
ホテルマン、アミューズメント施設、マッサージ師、介護士、建築、携帯販売、引っ越し、鮨屋、イタリアン、スペインバルなど25種類の職業を経験している
独立後は早稲田大学ラグビー部による北風祭での営業
音楽イベント、交流会の司会
オンライン配信の運営、司会
お笑い賞レースBe-1グランプリの審査員を務める